# زاغه مهمات
زاغه مهمات به محل نگهداری و انبار مهمات جنگی اعم از انواع گلوله تفنگ‌ها و گلوله توپ‌ها و سایر مواد منفجره گفته می‌شود.زاغه مهمات مکانی است امن، دور از دید، دور از دسترسی آسان و همراه با مراقبت دائمی توسط نیروهای نظامی.